# バスケットボール女子ウクライナ代表
バスケットボール女子ウクライナ代表（Ukraine women's national basketball team）は、ウクライナバスケットボール連盟により国際大会に派遣されるウクライナの女子バスケットボールナショナルチームである。
1991年まではソビエト連邦の一部だったため、本項では1992年以降の成績を記す。

## 歴史
1991年のソビエト連邦崩壊により、発足。（1992年バルセロナ五輪は独立国家共同体連合チームとして参加）。
1995年欧州選手権で初優勝を果たし、1996年アトランタ五輪にも初出場で4位に入る。

## 主な国際大会成績
- オリンピックの成績
  - 1996年 － 4位